# Hubert von Rebeur-Paschwitz

Hubert von Rebeur-Paschwitz (im Frühjahr 1914 in Südamerika)

Hubert von Rebeur-Paschwitz (* 14. August 1863 in Frankfurt (Oder); † 16. Februar 1933 in Dresden) war ein deutscher Admiral und im Ersten Weltkrieg Befehlshaber der Mittelmeerdivision und Oberkommandierender der Osmanischen und Bulgarischen Flotte.

## Herkunft
Hubert von Rebeur-Paschwitz wuchs in gut situierten Familienverhältnissen auf. Seine Eltern waren interessiert an guter Bildung und gesellschaftliches Ansehen. Seine Eltern waren der spätere Oberregierungsrat Ludwig Otto von Rebeur-Paschwitz (* 29. September 1829) und dessen Ehefrau Ellen Richards (* 2. September 1835; † 10. Oktober 1900). Sein älterer Bruder war der später international anerkannte Astronom und Geophysiker Ernst von Rebeur-Paschwitz (1861–1895). 

## Leben und Berufsentwicklung

Die Arcona

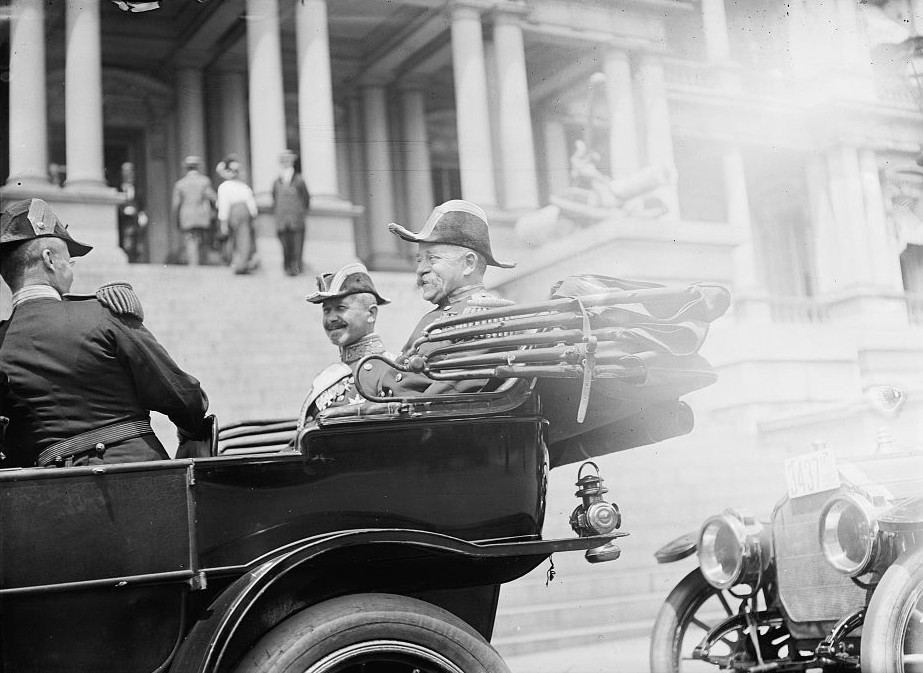
Hubert von Rebeur-Paschwitz in Washington D.C. (1912)

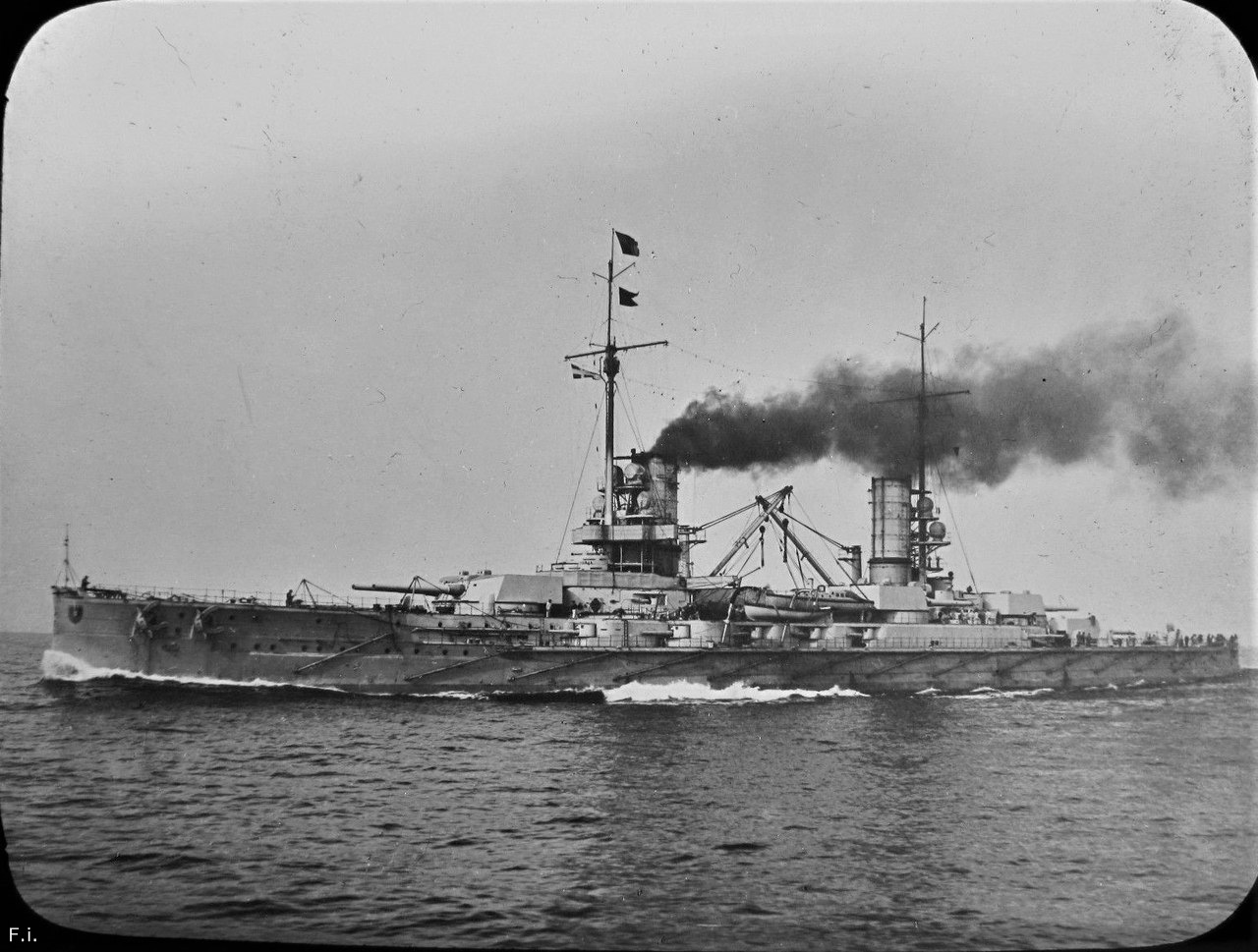
Die Kaiser

Hubert trat am 20. April 1882 als Kadett in die Kaiserliche Marine ein, absolvierte seine Grundausbildung an Bord der Segelfregatte Niobe und kam dann erstmals an die Marineschule. Es folgten weitere Ausbildungsabschnitte auf dem Artillerieschulschiff Mars, auf der Panzerfregatte Friedrich Carl, wo er am 15. Mai 1883 zum Seekadett ernannt wurde, sowie auf der Gedeckten Korvette Prinz Adalbert. Als Unterleutnant zur See (seit 21. November 1884) kam Rebeur-Paschwitz vom 29. Dezember 1885 bis 26. September 1886 ein weiteres Mal an die Marineschule. Danach diente er zwei Monate als Wachoffizier auf der Friedrich Carl und weitere zwei Monate als Zugführer auf dem Artillerieschulschiff  Mars. Dann wurde er Kompanieoffizier in der II. Matrosen-Division und vom 1. September 1887 bis 30. August 1890 war er Wachoffizier auf dem Aviso Loreley. Dort erfolgte am 15. November 1888 seine Beförderung zum Leutnant zur See. In den Jahren von 1895 bis 1897 absolvierte er den I. und II. Coetus an der Marineakademie.
Da es in den Jahren kurz vor der Jahrhundertwende Japan deutlich geschafft hatte, in der maritimen Entwicklung auf die vorderen Plätze im Weltmaßstab zu kommen und es bereits Vereinbarungen mit der japanischen Regierung gab, in Berlin einen japanischen Marineattaché zu notifizieren, wurde Hubert von Rebeur-Paschwitz für den Einsatz in Tokyo ausgewählt. Als erster deutscher Marineattaché in Japan wurde er am 24. April 1898 in dieses Amt eingesetzt. Deutscher Gesandter war zu diesem Zeitpunkt Emmerich von Arco-Valley (1852–1909) in Tokyo. Da sich aber kurzfristig die politischen Konstellationen änderten und die USA ebenfalls, nach langen Verhandlungen, die Entsendung von Marineattachés für Berlin und Washington freigab wurde nach 15 Monaten Aufenthaltszeit in Tokyo, für Rebeur-Paschwitz nochmals umdisponiert. Zum 27. August 1899 wechselte er als Marineattaché an die Botschaft in Washington, D.C., da sich hier kurzfristig die Bestätigung für einen Einsatz als Attaché aus den geschlossenen politischen Vereinbarungen ergeben hatte. Auf Grund der Voraussetzungen und Wichtigkeit dieser Stellenbesetzung war Rebeur-Paschwitz für Washington bevorzugt worden. Für Tokyo wurde Korvettenkapitän Erich Gühler (1859–1911) ab September 1899 verwendet. Rebeur-Paschwitz verblieb bis 30. September 1902 dann in den USA. Nach Ablauf seiner Notifizierung übernahm den Posten des Marineattachés dann Korvettenkapitän Erwin Schäfer ab 16. Oktober 1902.
Als Korvettenkapitän war Hubert von Rebeur-Paschwitz von September 1904 bis September 1905 Kommandant des Kleinen Kreuzers Arcona im Verband der Aufklärungsschiffe. Im Oktober 1905 wurde er mit Aufgaben im Reichsmarineamt betraut. Hier war er bis Mai 1906 für den Bereich der Mobilmachung zuständig. Noch im gleichen Jahr erfolgte seine Beförderung zum Fregattenkapitän. Ab Mai 1906 wurde er dann als diensttuender Flügeladjutant des Kaisers Wilhelm II., zu dem er auch in seinen folgenden Dienststellungen in engem Kontakt stand, eingesetzt. Seine Beförderung zum Kapitän zur See erfolgte auf diesem Posten am 27. April 1907. Im Oktober 1909 wurde Rebeur-Paschwitz, als Nachfolger des späteren Flottenchefs Reinhard Scheer, Kommandant des Linienschiffes Elsass im II. Geschwader. Dieses Kommando gab er im September 1911 ab.
Am 22. März 1912 wurde Hubert von Rebeur-Paschwitz zum Konteradmiral befördert und am 19. April 1912 zum Chef einer neu gebildeten Kreuzerdivision ernannt. Unter seinem Kommando führte die Kreuzerflotte vom 11. Mai bis zum 29. Juni 1912 eine Besuchsreise in die Vereinigten Staaten durch. Zu ihr gehörten der Schlachtkreuzer Moltke und der Kleine Kreuzer Stettin, die von Kiel über Ponta Delgada zum Cape Henry an der US-amerikanischen Ostküste liefen und dort am 30. Mai mit dem auf der amerikanischen Station dienenden Kleinen Kreuzer Bremen zusammentrafen. Am 3. Juni liefen sie in die Hampton Roads ein, wo sie vom US-Präsidenten William Howard Taft und der amerikanischen Atlantikflotte begrüßt wurden. Am 8./9. Juni liefen die deutschen Schiffe weiter nach New York, von wo am 13. Juni 1912 die Rückreise angetreten wurde. Die Bremen ging nach Baltimore, die Moltke und die Stettin liefen zurück über den Atlantik. Die Moltke traf am 24. Juni wieder in Kiel ein, die Stettin nach einem Besuch vom 22. bis 26. in Vigo erst am 29. Juni.
Bei anschließenden Manövern war Hubert von Rebeur-Paschwitz als 2. Admiral des III. Verbandes der Aufklärungsschiffe eingesetzt und führte vom Panzerkreuzer Friedrich Carl vier Kleine Kreuzer und den in Erprobung befindlichen Schlachtkreuzer Goeben. Im Oktober 1912 wurde er Direktor der Marineakademie in Kiel und damit verantwortlich für die Ausbildung der deutschen Marineoffiziere. In dieser Funktion übernahm er am 8. Dezember 1913 mit dem Großlinienschiff Kaiser als Flaggschiff die sogenannte „Detachierte Division“, die in den Südatlantik und bis nach Chile marschieren sollte. Zu ihr gehörten das Schwesterschiff der Kaiser, die König Albert und der Kleine Kreuzer Straßburg. Ab dem 9. Dezember lief die Division über die Kanaren und Sierra Leone bis zum 29. Dezember nach Lomé in Togo. Vom 31. Dezember 1913 bis zum 3. Januar 1914 fuhren die Schiffe weiter nach Deutsch-Kamerun, wo ab dem 2. Januar Victoria und Duala angelaufen wurden. Dort traf die Division mit den Schiffen der Westafrika-Station, den Kanonenbooten Panther und Eber, zusammen. Am 15. Januar wurde der Marsch fortgesetzt, am 21. wurde Swakopmund und am 22. Lüderitzbucht in Deutsch-Südwestafrika, heute Namibia, erreicht. Auf einen möglichen Besuch in Kapstadt war schon bei der endgültigen Planung aus politischen Gründen verzichtet worden.
Von Lüderitzbucht marschierte die Division am 28. Januar über St. Helena (2. Februar) nach Rio de Janeiro (15. bis 25. Februar), wo der brasilianische Staatspräsident Hermes Rodrigues da Fonseca die Schiffe besichtigte. Weiter ging es zum argentinischen Mar del Plata, wo die Linienschiffe verblieben, während Hubert von Rebeur-Paschwitz mit der Straßburg am 5. März nach Buenos Aires fuhr. Dort erkrankte er, so dass der Kommandant der Kaiser, Kapitän zur See Adolf von Trotha, die Führung übernahm und die Linienschiffe nach Montevideo verlegte, wo er den Staatspräsidenten Uruguays José Batlle y Ordóñez besuchte. Am 12. März traf dort die Straßburg und am 15. März auch Konteradmiral von Rebeur-Paschwitz wieder ein, der die Division dann um das Kap Hoorn bis nach Valparaíso (3. bis 11. April) in Chile führte. Von dort trat die Division den Rückweg an, besuchte dabei unter anderen Bahía Blanca (25. bis 28. April) und Santos (7. bis 12. Mai). Hier trennte sich die Straßburg von der Division, da sie zur Verstärkung der Ostamerikanischen Station zur Dominikanischen Republik befohlen wurde. Die Linienschiffe liefen am 16. Mai aus Rio de Janeiro über die Kapverden, Funchal auf Madeira und Vigo zurück und trafen am 17. Juni 1914 wieder in der Heimat ein, wo sie zum III. Geschwader traten. Auf der etwa 20.000 sm langen Strecke war kein einziger erheblicher Schaden entstanden.
Hubert von Rebeur-Paschwitz unterrichtete den Kaiser regelmäßig während der langen Reise von seinen Eindrücken und empfahl nachdrücklich, derartige Reisen in den Ausbildungsplan und den künftigen Flottendienst einzuplanen, auch wenn sie keinen unmittelbaren militärischen Wert hätten. Nach seiner Rückkehr nach Deutschland stand er bis August 1914 zur Verfügung des Staatssekretärs im Reichsmarineamt Alfred von Tirpitz.

## Kriegsverwendungen

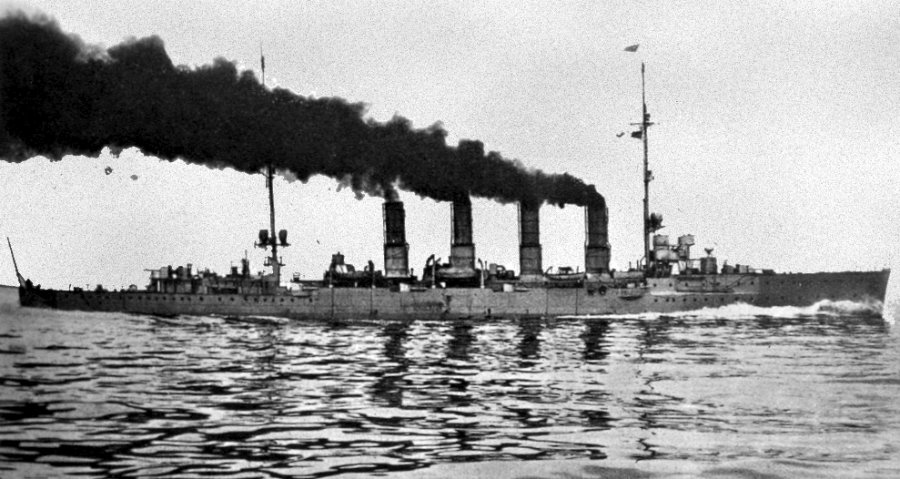
Die Midilli ex Breslau

Bei Kriegsbeginn im August 1914 übernahm Hubert von Rebeur-Paschwitz die Führung der III. Aufklärungsgruppe mit dem alten Panzerkreuzer Roon als Flaggschiff vom 2. August 1914 bis zum 17. April 1915 und nahm an Vorstößen in Nord- und Ostsee teil. Im April 1915 wurde er Inspekteur für Bildungswesen der Kaiserlichen Marine und am 18. September 1915 zum Vizeadmiral befördert. Von November 1916 bis zum 15. August 1917 war er (anfangs vertretungsweise) Chef des II. Geschwaders der Hochseeflotte mit den alten Linienschiffen.
Am 4. September 1917 wurde Vizeadmiral Hubert von Rebeur-Paschwitz als Nachfolger des zur Hochseeflotte berufenen Wilhelm Souchon Chef der Mittelmeer-Division und türkischer Flottenchef. Damit war er Höchstkommandierender der Osmanischen Seestreitkräfte bis November 1918. Das Flaggschiff des Kommandierenden war die Yavuz Sultan Selim für den Einsatz in der Mittelmeerregion. Nach dem Waffenstillstand mit Russland im Dezember 1917 machte er im Januar 1918 einen Vorstoß nach Imbros, bei dem zwar zwei britische Monitore versenkt wurden, aber sein Verband in ein Minenfeld geriet und die Midilli, ehemals Breslau, sank und die Yavuz Sultan Selim, ehemals Goeben, schwer beschädigt wurde. Von Rebeur-Paschwitz verblieb bis zum Waffenstillstand in der Türkei. Er wurde am 12. Februar 1919 aus der Marine verabschiedet und am 4. September 1919 als Admiral charakterisiert. Dem ins niederländische Exil gegangenen Kaiser diente er in den 1920er Jahren im Haus Doorn als Adjutant.
Später siedelte Hubert von Rebeur-Paschwitz nach Dresden über und wohnte hier in der Dresdener Neustadt Zittauer Straße 11. Er verstarb dort am 26. Februar 1933.

## Familie
Rebeur-Paschwitz heiratete am 17. Mai 1900 Marie Dorothea von Bentivegni (* 12. Februar 1880). Das Paar hatte mehrere Kinder:
- Ursula Ellen Marie (* 28. September 1902)
- Heinz Ludwig Kurt (* 13. März 1904)
- Barbara Ilse Ruth (* 7. April 1906)

## Auszeichnungen
- Roter Adlerorden II. Klasse mit Eichenlaub[3]
- Kronenorden II. Klasse[3]
- Ritterkreuz des Königlichen Hausordens von Hohenzollern[3]
- Ehrenritter des Johanniterordens[3]
- Preußisches Dienstauszeichnungskreuz[3]
- Komtur II. Klasse des Ordens vom Zähringer Löwen[3]
- Komtur II. Klasse des Großherzoglich Hessischen Philipps-Ordens[3]
- Ehrenkomtur des Oldenburgischen Haus- und Verdienstordens des Herzogs Peter Friedrich Ludwig[3]
- Komtur II. Klasse des Albrechts-Ordens[3]
- Ritterkreuz I. Klasse des Hausordens vom Weißen Falken[3]
- Ehrenkreuz des Ordens der Württembergischen Krone[3]
- Kommandeur I. Klasse des Dannebrog-Ordens[3]
- Komtur des Erlöser-Ordens[3]
- Kommandeur des Royal Victorian Order[3]
- Großoffizier des Ordens der Krone von Italien[3]
- Großoffizier des Ordens von Oranien-Nassau[3]
- Komtur II. Klasse des Sankt-Olav-Ordens[3]
- Komtur mit Stern des Franz-Joseph-Ordens[3]
- Sankt-Stanislaus-Orden II. Klasse mit Stern[3]
- Komtur I. Klasse des Schwertordens[3]
- Eisernes Kreuz (1914) II. und I. Klasse